# Гипросвязь
«ГИПРОСВЯЗЬ» — российская компания, занимающаяся проектированием  и строительством объектов информационно-телекоммуникационной инфраструктуры. Полное наименование — Публичное акционерное общество «ГИПРОСВЯЗЬ». Штаб-квартира компании расположена в Москве.

## История
История компании ведет своё начало с 17 января 1932 года, когда коллегией Наркомпочтеля СССР было принято решение о создании треста «Связьпроект». Тресту было поручено проектирование воздушных линий, станционных телеграфных устройств, телефонно-телеграфных узлов междугородных и местных телефонных станций, а также всех гражданских сооружений связи.
Постановлением Совнаркома СССР от 29 октября 1937 года был образован Государственный всесоюзный трест по изысканиям и проектированию всех видов сооружений связи «Связьпроект». В 1937—1938 годах в тресте были созданы два отделения — в Ленинграде и Киеве
В 1947 году трест «Связьпроект» разработал генеральную схему развития и реконструкции телефонной связи Москвы.
Приказом Министерства связи СССР от 17 апреля 1951 года трест был реорганизован в Государственный институт по изысканиям и проектированию сооружений связи «ГИПРОСВЯЗЬ». Впоследствии была осуществлена реорганизация и территориальных отделений института — образованы отделения «Гипросвязь-2» (Ленинград), «Гипросвязь-3» (Киев), «Гипросвязь-4» (Новосибирск), «Гипросвязь-5» (Тбилиси), «Гипросвязь-6» (Минск), «Гипросвязь-7» (Куйбышев).
В 1982 году институт «ГИПРОСВЯЗЬ» был награждён Орденом Трудового Красного Знамени.
В 1997 году на базе института «ГИПРОСВЯЗЬ» было учреждено акционерное общество «ГИПРОСВЯЗЬ».
В 2007 году ОАО «ГИПРОСВЯЗЬ» выиграло конкурс на разработку проектов более половины объектов связи федеральной целевой программы «Развитие города Сочи как горноклиматического курорта (2006—2014 годы)», в том числе на олимпийских объектах.
В 2016 году решением Годового общего собрания акционеров во исполнение Федерального закона от 05.05.2014 № 99-ФЗ стал Публичным акционерным обществом, ПАО «ГИПРОСВЯЗЬ».
В 2015-2020 годах ПАО «ГИПРОСВЯЗЬ» активно участвует в реализации Национальных проектов «Устранение цифрового неравенства» и «Цифровая экономика Российской Федерации» в рамках своих компетенций.

## Собственники и руководство
Генеральный директор — Алексей Малыш.

## Деятельность
«ГИПРОСВЯЗЬ» является ведущим проектным институтом отрасли связи. По проектам института были построены многие объекты проводной связи в стране: крупнейшие системы и сооружения связи, составляющие основу ныне действующих сетей в России и странах бывшего СССР, междугородные и международные станции, местные городские телефонные сети., сети передачи данных крупнейших российских операторов, а также компаний других секторов экономики, эксплуатирующих собственную телекоммуникационную инфраструктуру. «ГИПРОСВЯЗЬ» принимает активное участие в развитии и модернизации телекоммуникационной инфраструктуры организаций - потребителей ИКТ-услуг,  а также реализации национальных проектов федерального масштаба, таких как «Устранение цифрового неравенства», «Цифровая экономика Российской Федерации» и других значимых проектах.

### Показатели деятельности
По итогам 2018 года выручка ПАО «ГИПРОСВЯЗЬ» составила 1 млрд 701 млн. руб. . Чистая прибыль составила 401 млн. руб. По состоянию на 31 декабря 2018 года списочная численность работников компании составила 666 человек.
По итогам 2019 года выручка ПАО «ГИПРОСВЯЗЬ» составила 1 млрд 627 млн. руб. Чистая прибыль составила 299 млн. руб. По состоянию на 31 декабря 2019 года списочная численность работников компании составила  759 человек.

## Филиалы
В структуру ПАО «ГИПРОСВЯЗЬ» входят головной офис в г.Москве и три филиала:
- Северо-Западный филиал (Санкт-Петербург) с входящим в него проектным отделом «Волга» в Нижнем Новгороде;
- Сибирский филиал (Новосибирск) с отделениями в Барнауле, Владивостоке, Екатеринбурге, Красноярске и Иркутске;
- Южный филиал (Краснодар).